# Apocalipsis 19
Apocalipsis 19 es el decimonoveno capítulo del Libro del Apocalipsis o Apocalipsis de Juan en el Nuevo Testamento de la  Biblia cristiana. El libro se atribuye tradicionalmente a Juan el Apóstol, pero la identidad exacta del autor sigue siendo un punto de debate académico. En este capítulo, el cielo se regocija por la caída de Babilonia la Grande.

## Texto
El texto original fue escrito en griego koiné. Este capítulo está dividido en 21 Versículos.

### Testigos textuales
Algunos manuscritos antiguos que contienen el texto de este capítulo son:.
- Codex Sinaiticus (330-360)
- Codex Alexandrinus (400-440)
- Codex Ephraemi Rescriptus (ca. 450; Versículos 1-4 existentes)